# Vezdaea retigera
Vezdaea retigera är en svampart som beskrevs av Poelt & Döbbeler. Vezdaea retigera ingår i släktet Vezdaea och familjen Vezdaeaceae.  Arten är reproducerande i Sverige. Inga underarter finns listade i Catalogue of Life.